# Сіверськодонецький автобус
Сіверськодонецький автобус — мережа міського автобусного транспорту Сіверськодонецька.

## Історія

### 1930-ті - 1940-ті роки

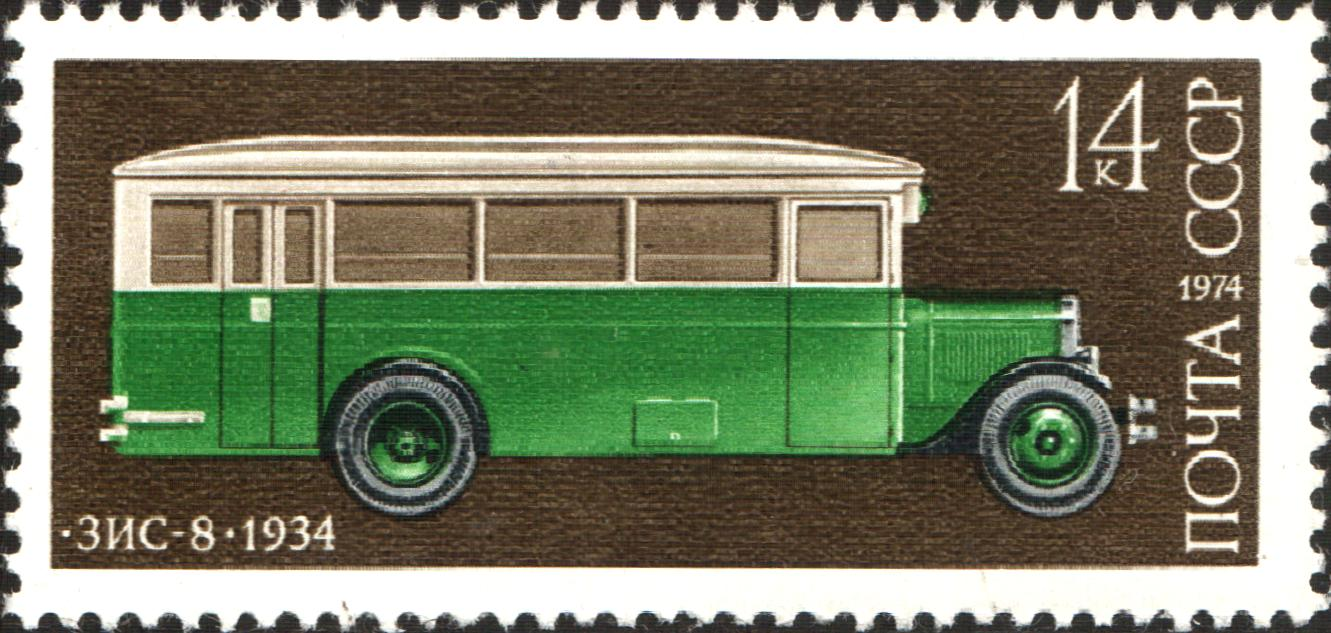
Перший Сіверськодонецький автобус Зіс-8

1 липня 1934 року - відкрився перший автобусний маршрут « Лисичанськ - Лісхімбуд». З 1934 по 1942 рік по ньому перевозили пасажирів з міста Лисичанська до заводу «Лисичанський хімзавод». В 1935 році «Лісхімбуд автотрест» отримав 10 автобусів ЗІС-8 . Всього до початку війни було отримано 25 автобусів. Після початку війни і до середини 1950-х років автобусний рух було перервано. 

### 1950-ті роки
На початку 1950-х років минулого століття місто було схоже на великий будівельний майданчик: не було ні будинків, ні вулиць, а були бараки і польові дороги між цих бараків. У цьому селищі міського типу проживало трохи більше 10 тисяч осіб. Тим часом потужний хімічний комбінат «Азот» потребував більшу кількість людей, ніж те населення, яке проживало в цьому селищі. Населення селища стало збільшуватися за рахунок приїжджих з різних куточків СРСР. І вже до 1955 року в селищі налічувалося 30 тисяч осіб. Почалося будівництво перших вулиць і провулків, з'явилися перші будинки, дерева та сквери. Збільшення чисельності населення селища призвело до появи в ньому перших повоєнних автобусів. Це були машини вантажного типу ГАЗ-51, в кузові яких були розташовані лавки. Поверх кузова був натягнутий тент, який захищав людей від дощу і вітру. Таким чином в Сєвєродонецьку з'явився перший повоєнний автобус. У цього автобуса не було встановленого маршруту та шляху проходження. Ці автобуси забирали людей з вулиць і провулків і везли до прохідної комбінату. В 1958 році після присвоєння селищу Сєвєродонецьк статусу міста 30-ти тисячної відмітки чисельності населення був запущений перший автобусний маршрут в межах міста. Він проходив від вулиці Призаводська (нині вул. Півоварова) по вулиці Леніна (нині бул. Незалежності України) до вулиці Польової. Через рік був введений другий маршрут: від автовокзалу по вулиці Польовій до комбінату. Також було організовано сполучення між сусідніми містами Рубіжне та Лисичанськ . На маршрутах працювали автобуси Львівського заводу ЛАЗ-695Е і ПАЗ-670. На початку 1960-х років у місті з'явилися нові автобуси ЗІЛ-158 (пізніше ЛІАЗ). 

### Наші дні
Накінець 2010-х у місті немає жодного автобусного маршруту, всі автобуси витіснені маршрутними таксі - «маршрутками». 